# نقش‌برجسته ایلامی در نقش رستم

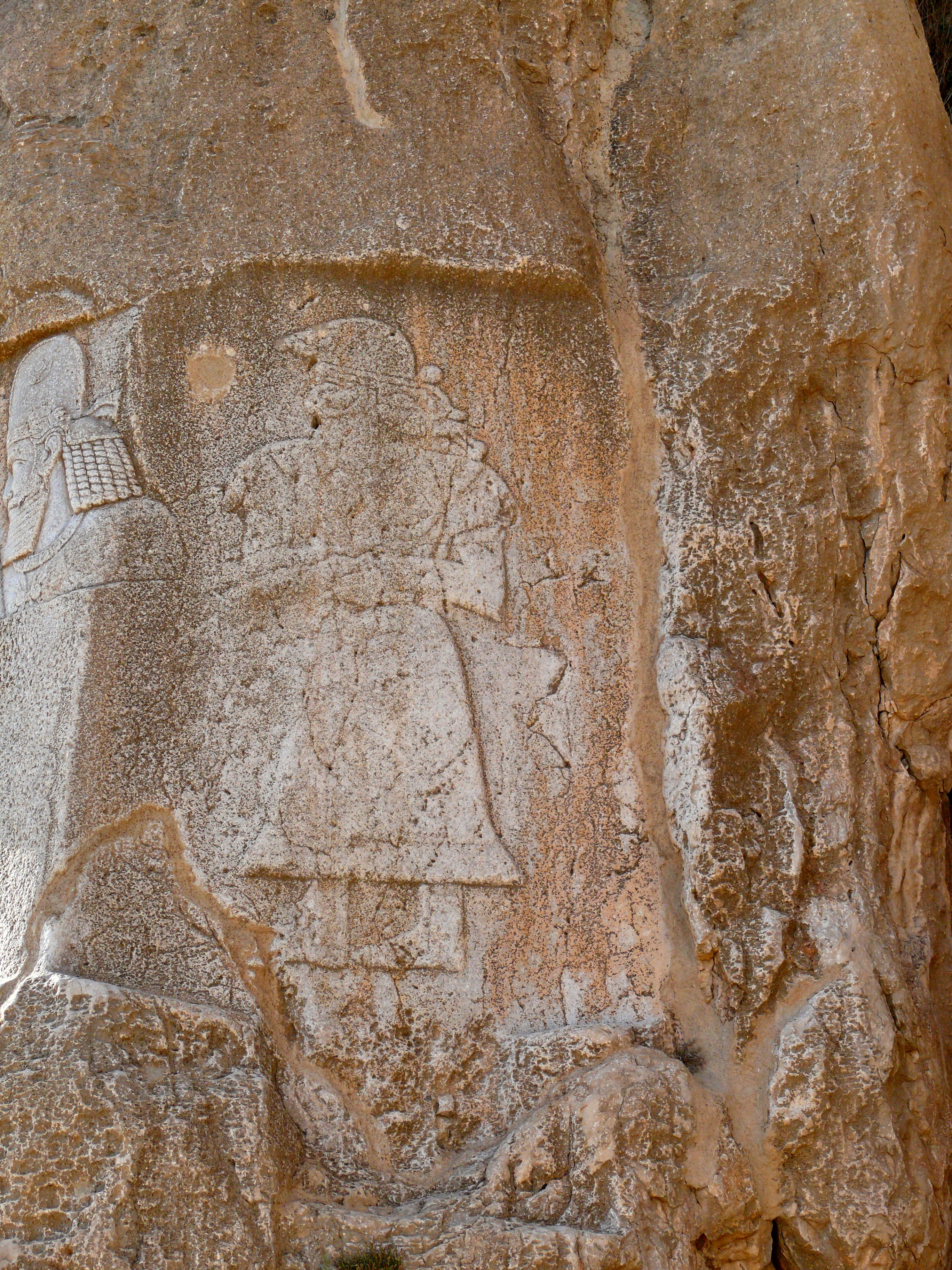
نقش‌برجسته شاه در سمت راست

نقش‌برجسته ایلامی در نقش رستم قدیمی‌ترین نقش موجود در نقش رستم است که مربوط به دورهٔ ایلام است و بعدها بهرام دوم آن را محو کرد و نقش خود و درباریانش را جایگزین آن کرد، اما اندکی از نقش پیشین سالم مانده‌است و می‌توان آن را با توجه به نقش‌برجستهٔ کورنگان تا حدودی بازشناخت.
آنچه که از این نقش باقی مانده، دو ایزد و ایزدبانو را بر روی تختی که پایه‌های آن به‌صورت مارهای پیچیده است، نشان می‌دهد که در سمت راست و چپ آنها اشخاص دیگری ایستاده بوده‌اند. در تصویر سمت راست، پیکر کامل مردی با ریش و موی بلند نقش شده‌است که به حالت احترام، دست‌هایش را به سینه گذاشته و روی به خدایی دارد که نقش آن محو شده‌است، کلاه این مرد گرد است و با بندی بسته شده و ردای بلندی به تن دارد. در آن‌سوی نقش، اثر بانویی مشخص است که تاجی کنگره‌دار بر سر نهاده و بدون ریش است و چهرهٔ ظریفی دارد. این‌دو را شاه و ملکه می‌دانند که در پیشگاه ایزد و ایزدبانو در حال نیایش بوده‌اند؛ از نقش ایزد و ایزدبانو، اندکی به‌جای مانده ولی قابل تشخیص نیست.
دربارهٔ تاریخ این نقش، عقاید مختلفی وجود دارد؛ ارنست هرتسفلد و هایدماری کخ قدمت آن را مربوط به ۴۰۰۰ سال پیش می‌دانند اما شاپور شهبازی معتقد است که شکل کلاه پادشاه و تاج ملکه، همانند نقوشی هستند که تاریخشان حدود ۸۰۰ تا ۶۰۰ سال پیش از میلاد است و از سوی دیگر، تخت ایزد و ایزدبانو که به شکل مار است، همانند نقش‌برجستهٔ کورنگان به حدود ۱۲۰۰ سال پیش از میلاد بازمی‌گردد؛ بنابراین نگاره‌های ایلامی نقش‌رستم در دو دورهٔ متفاوت کنده‌کاری شده‌اند. عیسی بهنام هم تاریخ این نقوش را حدود ۱۲۰۰ قبل از میلاد می‌داند.